# Imperatorin
Imperatorin ist eine organische Verbindung und ein Naturstoff aus der Gruppe der Furocumarine.

## Vorkommen

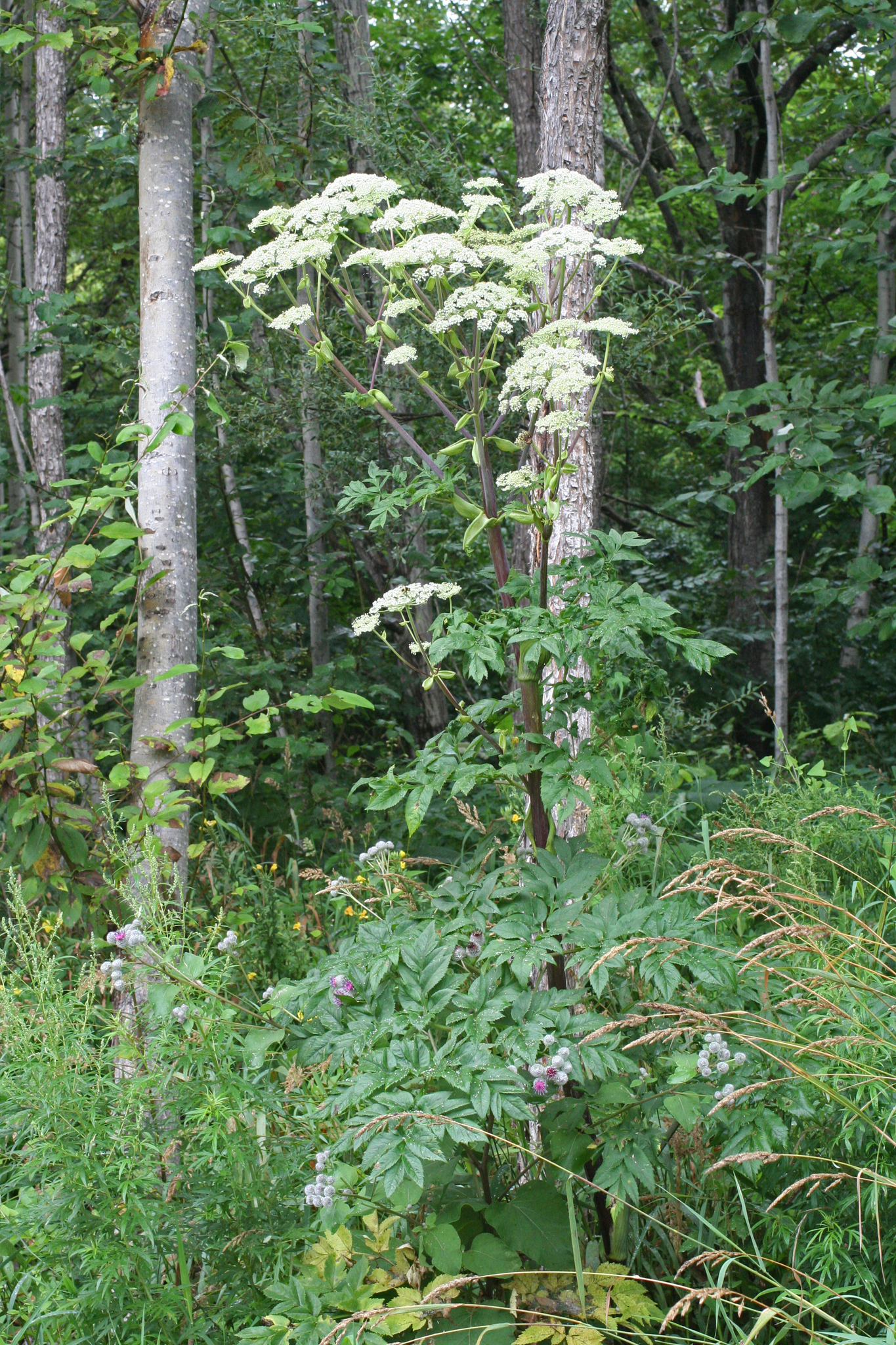
Sibirischer Engelwurz

Imperatorin kommt in den Wurzeln verschiedener Pflanzen vor, beispielsweise von Kongojute und Arten der Gattung Angelica: Arznei-Engelwurz, Sibirische Engelwurz, Glehnia littoralis, Saposhnikovia divaricata, Cnidium monnieri, Incarvillea younghusbandii und Zanthoxylum americanum mill.

## Eigenschaften
Imperatorin wird biosynthetisch aus Umbelliferon hergestellt, einem Cumarinderivat. Es weist entzündungshemmende und Antitumor-Eigenschaften auf. In weiteren Studien wirkte es blutdrucksenkend, antibakteriell und fungizid. Imperatorin wurde per High-throughput Screening als Hemmstoff der Phosphodiesterase PDE4 mit einer stärkeren Wirkung auf PDE4B im Vergleich zu PDE4A identifiziert. Imperatorin hemmt die Bildung von iNOS. Imperatorin wird zur Behandlung von Krebs und zur Verwendung als Virostatikum untersucht.

## Toxikologie
Imperatorin ist in höheren Dosen giftig. In Versuchen an Ratten verursachte es unter anderem Blutgerinnungsstörungen, Lebernekrosen und niedrigen Blutdruck. In Versuchen an Ziegen und Pferden verursachte es eine photoallergische Dermatitis.